# 有人宇宙飛行

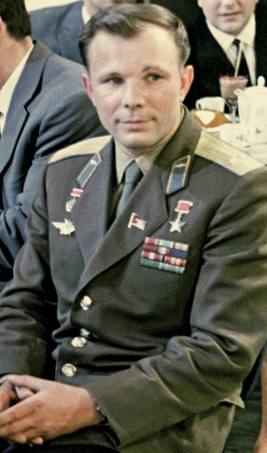
世界初の有人宇宙飛行に成功したユーリ・ガガーリンの写真 (1963年撮影)

有人宇宙飛行（ゆうじんうちゅうひこう）とは、宇宙船に人が乗り、宇宙を飛行することである。宇宙飛行を行うために特に訓練された者を宇宙飛行士と呼び、そうでない者が宇宙飛行を行う場合、特に宇宙旅行と呼ぶ。
宇宙ロケットに人間が乗り込むことには、依然安全上の大きなリスクがあり、実際に宇宙開発においては、惑星探査などその多くをロボットが担っているが、人間が行わなくてはならない活動も少なくない。宇宙船内での高度な実験、宇宙ステーションの建設などを行うことは、すなわち宇宙開発の主導権を握ることを意味する。
有人宇宙飛行に成功しているのはロシア連邦（1961年4月 当時はソビエト連邦）、アメリカ合衆国（1961年5月）、中華人民共和国（2003年10月）の3か国となっている。

## ソ連の有人宇宙飛行の歴史

### ボストーク宇宙船
ボストークは1961年4月、人類が初めて有人宇宙飛行をした際に搭乗した宇宙船。人類で初めて宇宙に出た人物はユーリ・ガガーリンであり、宇宙から帰還した後の会見で『地球は青かった。』という発言は有名である。この有人宇宙飛行の成功によりソ連は宇宙開発においてアメリカを引き離す事になる。

### ボスホート宇宙船
ボスホートはアメリカのジェミニ計画に対抗する目的で作られた宇宙船である。1965年3月18日のボスホート二号では、世界初の宇宙遊泳を実現した。

### ソユーズ宇宙船

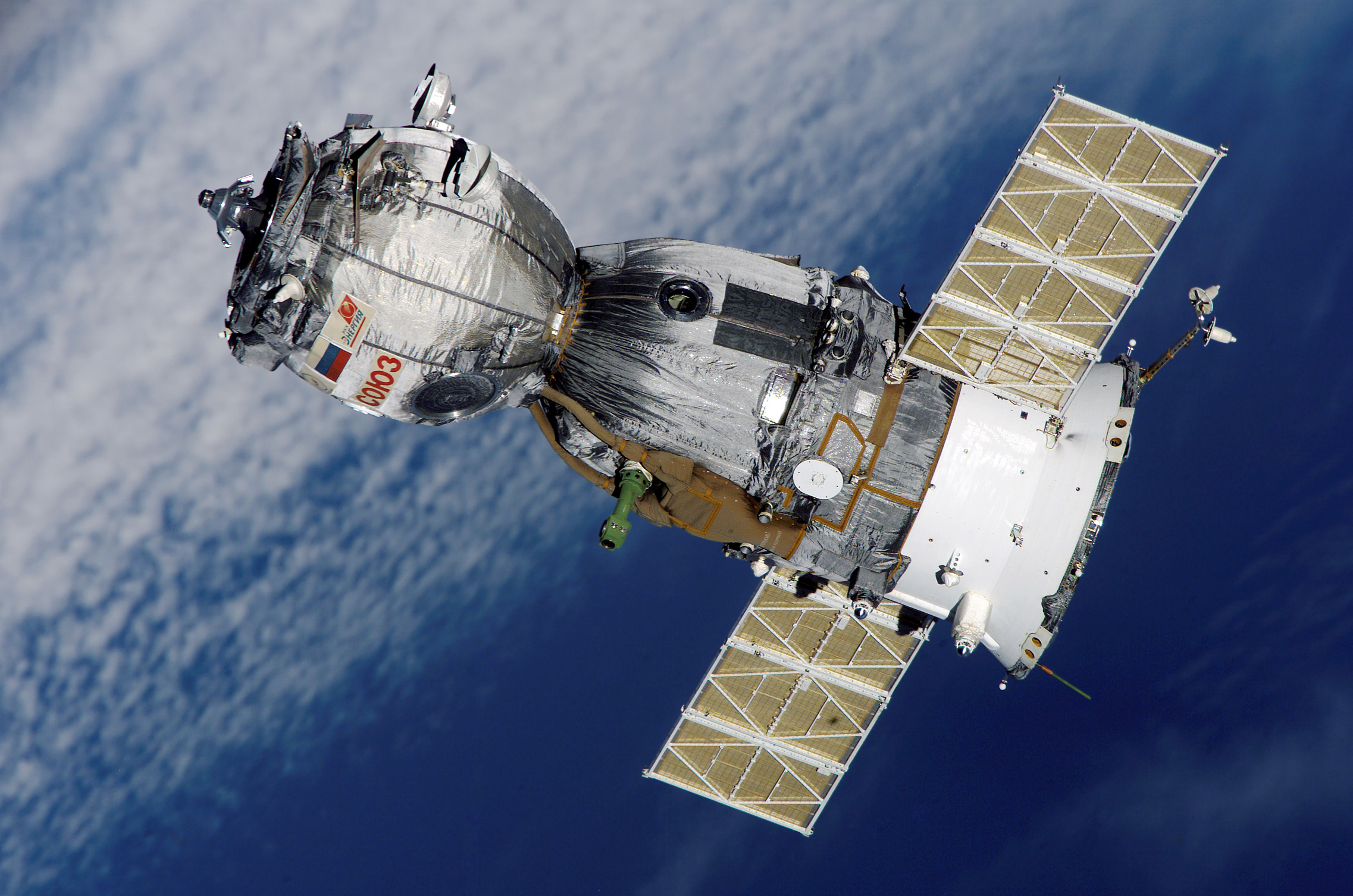
ソユーズ宇宙船

ソユーズはアメリカのアポロ計画に対抗する計画であり、月着陸を目指していたが、アメリカの追い上げが激しく、1969年のアポロ11号によって、ついにアメリカに先を越されてしまう。
これによりソ連は月到達を諦めてサリュート、ミールなどの宇宙ステーション建設を目標にした。このソユーズ宇宙船は現在も使われており、アメリカのスペースシャトルの運行が終了して以降クルードラゴンが運用開始されるまでは国際宇宙ステーションへの唯一の往還手段となっていた。
- ソ連の有人月旅行計画
  - ソユーズL1計画
  - ソユーズL3計画
    - ルナ計画（関連）

### ブラン計画
ブランはソ連が開発した有人宇宙往還機で、ソ連版スペースシャトルとも呼ばれる。打ち上げには超大型ロケットブースター「エネルギア」を使用し、推進器としては本体には軌道上での姿勢制御装置のみを搭載している。無人のテスト飛行のみ実施。多額の開発費に行き詰まり、ソ連崩壊によって計画は凍結した。専用輸送機として開発された「ムリーヤ」が近年、世界最大の搭載能力を持つ輸送機として脚光を浴びている。

## アメリカの有人宇宙飛行の歴史

### マーキュリー計画
マーキュリー計画とは、1956年～1963年に行われたアメリカ初の有人宇宙飛行計画。アメリカ初の宇宙飛行士として7人が選ばれ、マーキュリー・セブン（オリジナル・セブン）と呼ばれた（マーキュリー計画で実際に宇宙に行ったのは6人）。1961年5月のマーキュリー・レッドストーン3号（フリーダム・セブン）によりアメリカ初の有人宇宙飛行に成功。この計画の成功により、当時ソ連より大幅に後れをとっていたアメリカの巻き返しが始まり、1962年2月のマーキュリー・アトラス6号（フレンドシップ・セブン）では、アメリカ初の地球周回飛行に成功する。

### ジェミニ計画

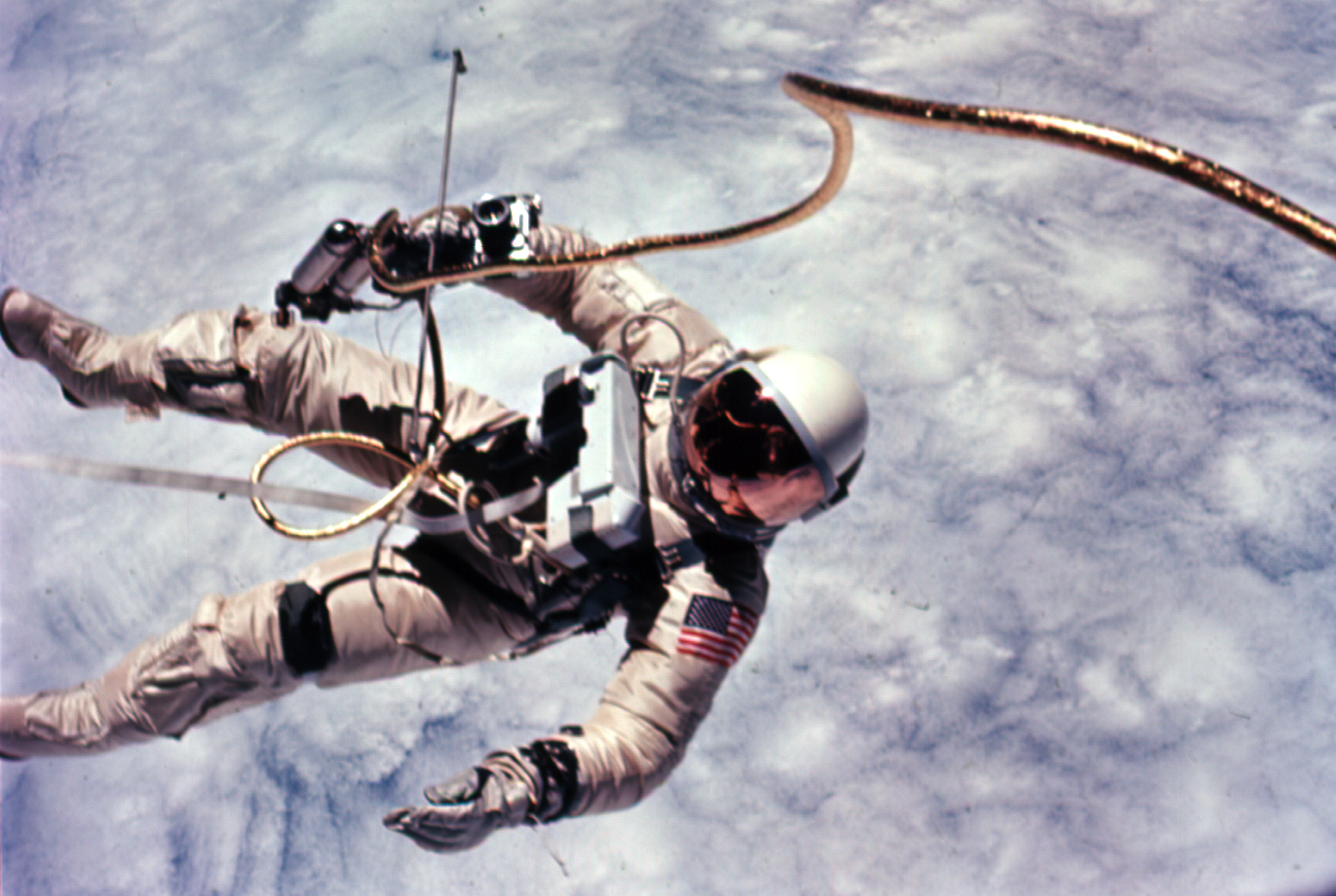
エドワード・ホワイトはジェミニ4号でアメリカ人初の宇宙遊泳（船外活動）を行った。(1965年)

ジェミニ計画とは、当時のアメリカ大統領であるジョン・F・ケネディが1961年5月15日におこなった『この10年期の末までに人間を月に着陸させ無事に帰還させるべきだと信じる。』とする演説を受け、これを実行するためアポロ計画の下積みとして実施された計画であり、この計画で育まれた技術はアポロ計画に活用された。

### アポロ計画
アポロ計画とは、人類を月へ送る計画である。人類を月へ送るための機材を打ち上げるには、それまで打ち上げロケットとして使っていた、大陸間弾道ミサイルを改良した物では不足であった。アメリカは新ロケットであるサターンV型ロケットを開発し、その先端にアポロ宇宙船を取り付け打ち上げた。
そして1969年7月16日、アポロ11号から切り離された月着陸船が月面に着陸。人類は月の地面を踏んだ。
人類を月に送った事は人類の新たなる一歩を意味し、アメリカとソ連との宇宙開発競争でアメリカに劇的な勝利をもたらした。

### スペースシャトル計画

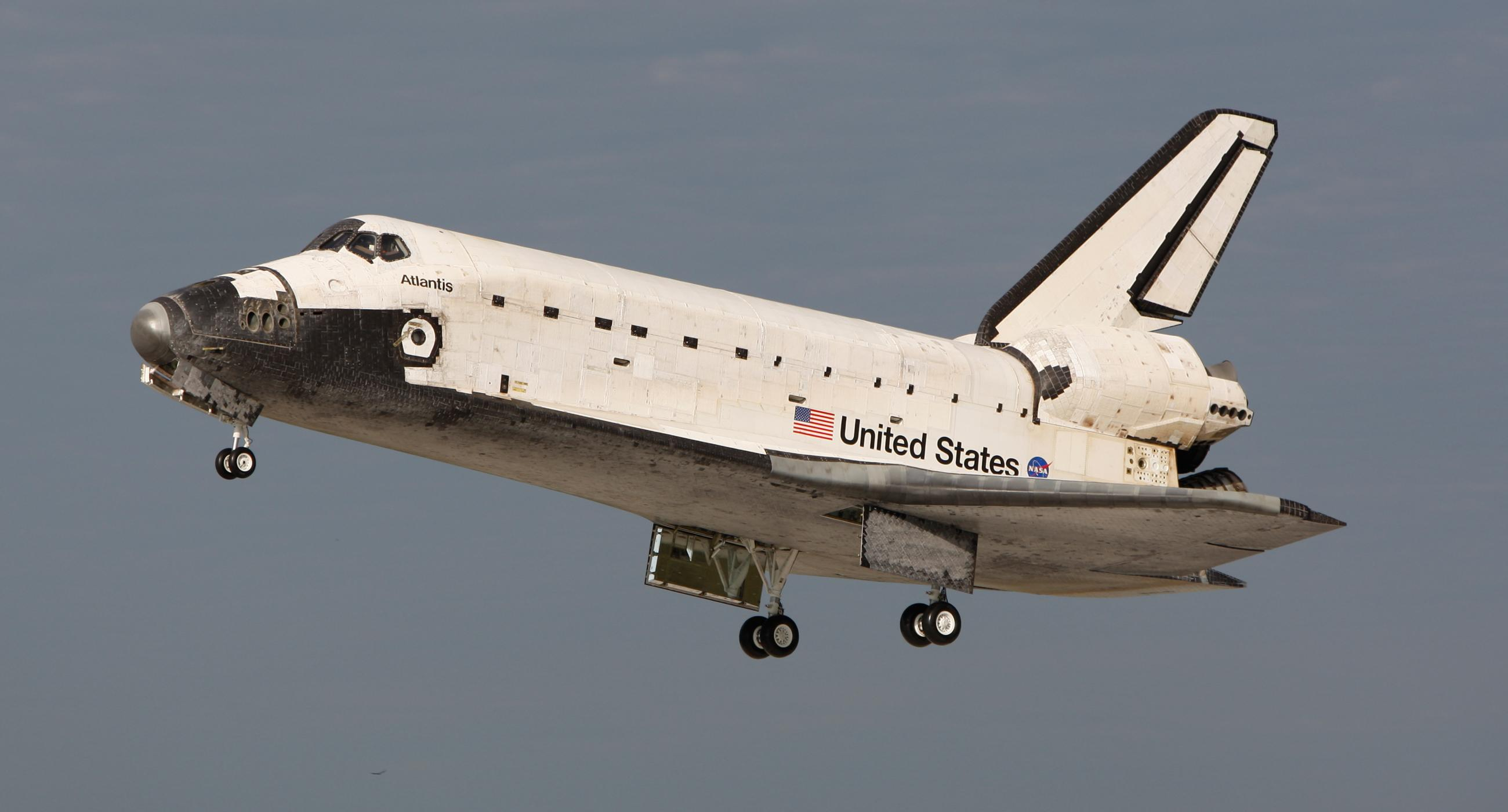
スペースシャトル

スペースシャトル計画とは、サターンやソユーズのような使い捨てロケットでは高コスト化が進む宇宙開発において非効率であるとして、繰り返し使える打ち上げロケットを建造する計画である。1972年に計画が開始され、1981年にスペースシャトル第一号であるコロンビアが打ち上げられた。シャトル・オービタの全長は37メートル、外部燃料タンクの全長は47メートルである。2011年7月の打ち上げを最後に計画は終了した。

### 商業乗員輸送開発

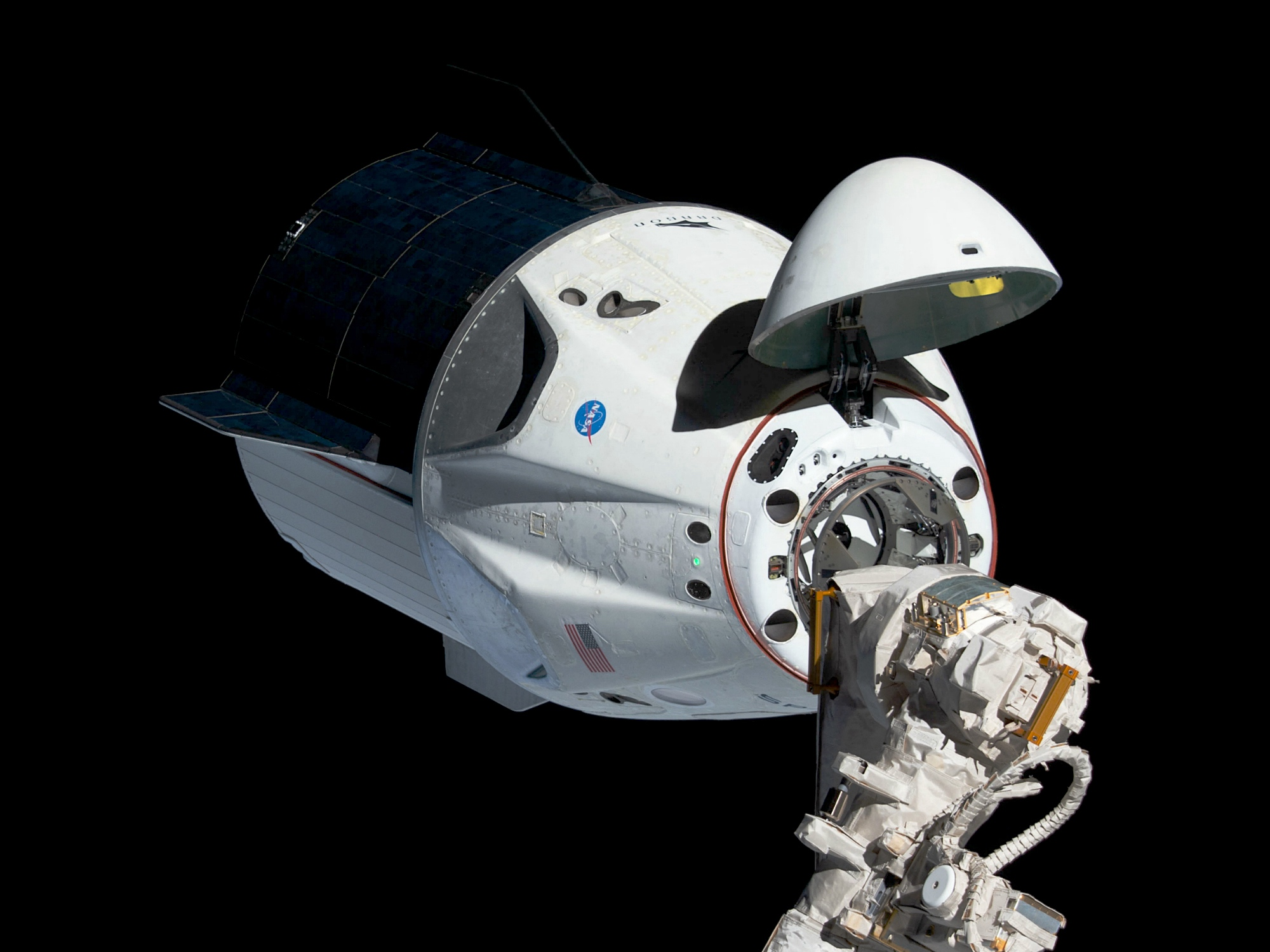
クルードラゴン宇宙船

商業乗員輸送開発 (CCDev) とは、NASAによる民間宇宙船で国際宇宙ステーション (ISS) に乗員を送るための開発計画である。2006年に開始された無人の輸送サービスを民間委託する商業軌道輸送サービス (COTS) 計画が成功したのを受け、有人輸送も民間委託すべく2010年に開始された。2020年5月にスペースX社のクルードラゴン宇宙船が2名の乗員を乗せISSに到達、民間による史上初の有人宇宙飛行が実現した。

## 中国の有人宇宙飛行の歴史

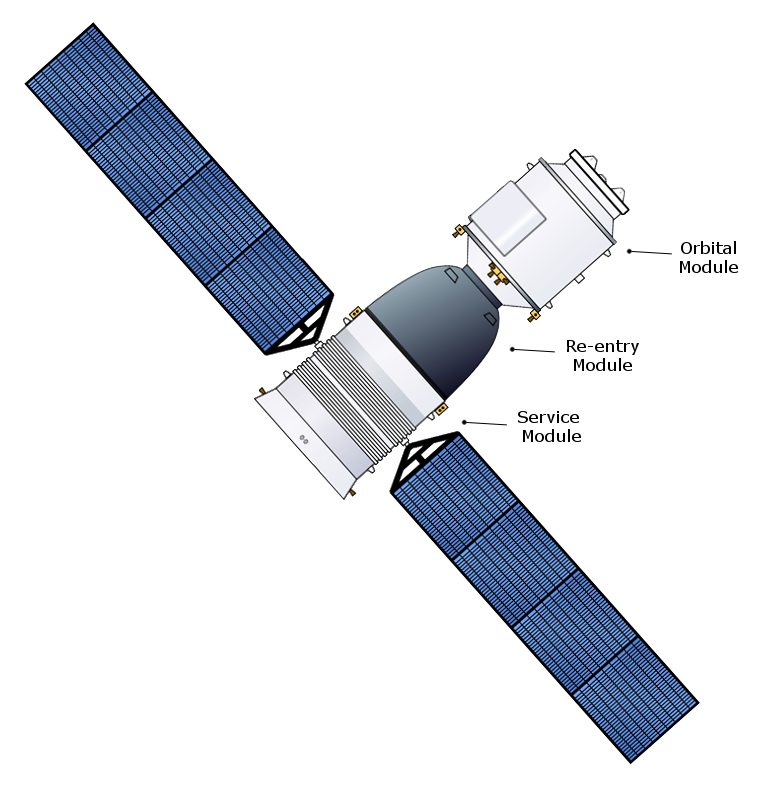
神舟宇宙船

### 神舟計画
中華人民共和国では1992年から神舟計画を開始、2003年に神舟5号が、宇宙飛行士一人を乗せた有人宇宙飛行に成功した。以降、2005年には神舟6号に二人、2008年には神舟7号に三人、2012年には神舟9号に三人、2013年には神10号に三人、2016年には神舟11号に二人を乗せ有人宇宙飛行に成功した。

## 今後の展望
国家の威信を示す象徴としての宇宙開発競争の鈍化とソビエト連邦の崩壊により、多額の投資と政治的リスクを伴う有人宇宙飛行の予算が大きく削減され、一国だけで様々な宇宙開発を自主開発することが困難になった。そのため、偵察衛星や早期警戒衛星などの軍事用途の宇宙開発以外では、G8加盟国を中心に国際宇宙ステーションの建設などで協力する機会が増えている。
近年では、宇宙船開発に関心を抱く民間企業も増え、資本家の投資による民間宇宙船開発も行われている。
アメリカやロシアに続いて、中国が有人宇宙飛行に成功したほか、インドが計画を進めている（インドの有人宇宙飛行計画を参照）。